# Guadiana (Badajoz)
Guadiana (bis 2019: Guadiana del Caudillo) ist eine spanische Gemeinde (municipio) mit 2.437 Einwohnern (Stand: 2024) in der Provinz Badajoz in der Autonomen Gemeinschaft Extremadura.

## Lage
Guadiana liegt rund 32 km (Fahrtstrecke) ostnordöstlich der Provinzhauptstadt Badajoz und knapp 40 km westlich von Mérida in einer Höhe von ca. 185 m. Der Río Alcazaba begrenzt die Gemeinde im Norden.

## Geschichte
Die Gemeinde wurde in den Jahren 1948 bis 1951 im Zuge der Kolonisation der Extremadura geplant und erbaut; die endgültige Fertigstellung erfolgte jedoch erst in den 1960er Jahren. Seit 2012 ist die Ortschaft mit ihrer Umgebung eine eigenständige Gemeinde. Die Umbenennung erfolgte 2019, um die Erinnerung an Francisco Franco zu tilgen.

## Sehenswürdigkeiten
- Die örtliche Pfarrkirche (Iglesia del Cristo Rey), ist Christus, dem König, geweiht.

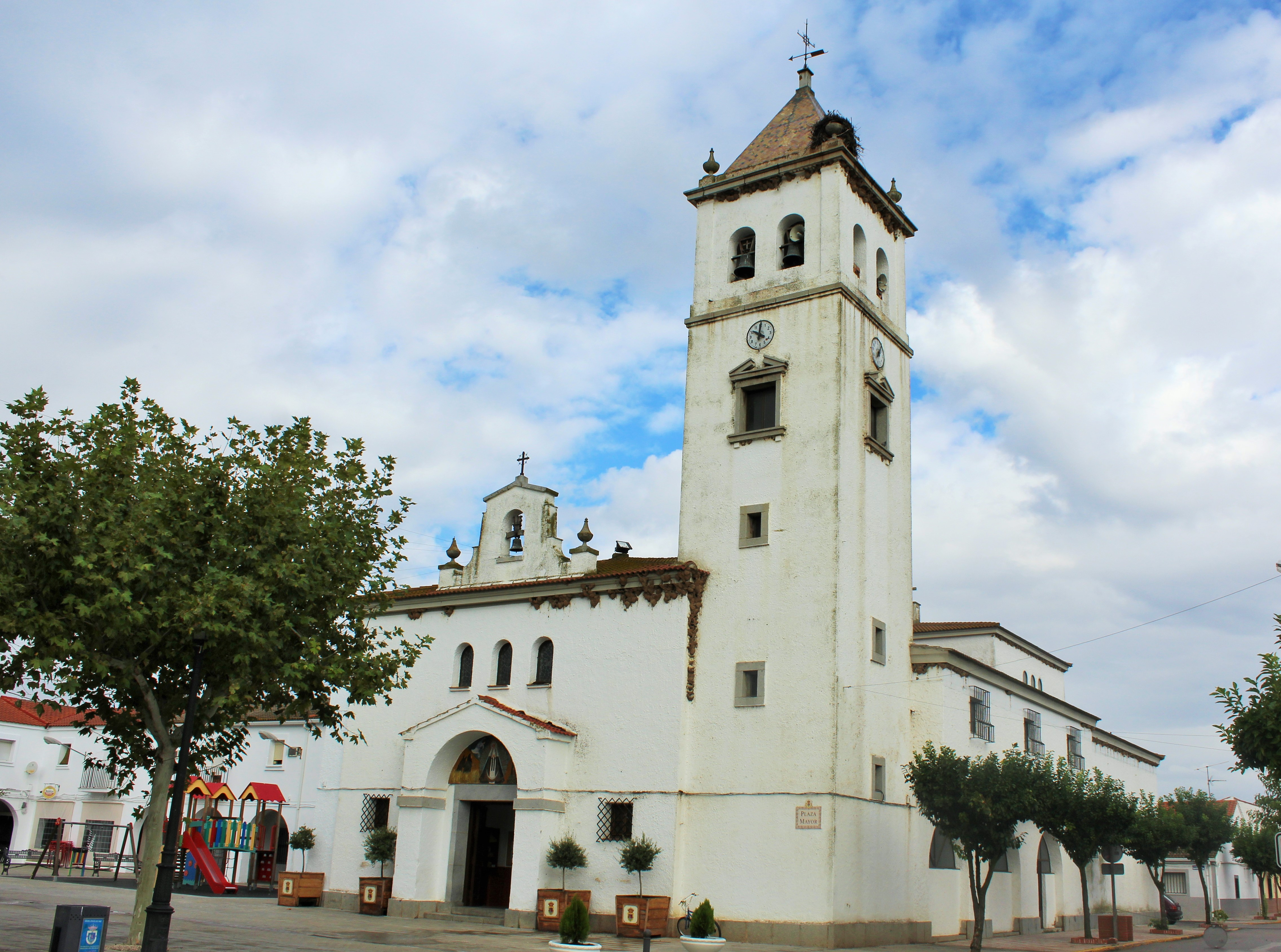
Marienkirche
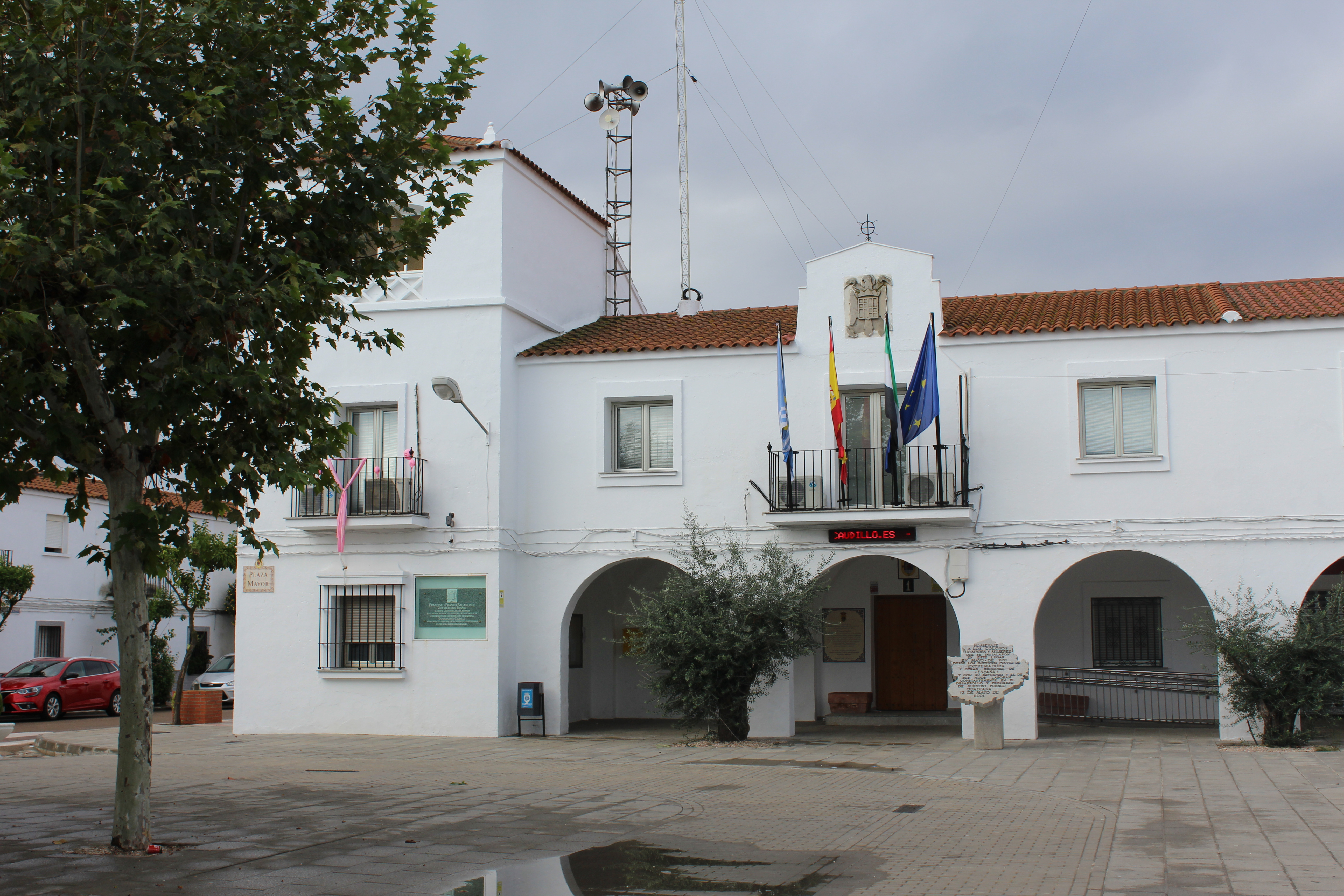
Rathaus